# Amazilia
Amazilia – rodzaj ptaków z podrodziny kolibrów (Trochilinae) w obrębie rodziny kolibrowatych (Trochilidae).

## Zasięg występowania
Rodzaj obejmuje gatunki występujące w południowych Stanach Zjednoczonych, Meksyku, Belize, Gwatemali, Salwadorze, Hondurasie, Nikaragui, Kostaryce, Panamie, Kolumbii, Wenezueli i Ekwadorze.

## Morfologia
Długość ciała 8–11 cm; masa ciała 4–7 g; samce są większe i cięższe niż samice.

## Systematyka
Rodzaj zdefiniował w 1843 roku francuski chirurg i zoolog René Lesson w artykule poświęconym suplementowi do historii naturalnej kolibrów, opublikowanym w czasopiśmie L’Écho du monde savant et l’Hermès. Gatunkiem typowym jest (późniejsze oznaczenie) szmaragdzik cynamonowy (A. rutila).

### Etymologia
- Amazilia: Amazili, inkaska bohaterka noweli Jean-François Marmontela z 1777 roku[8].
- Pyrrhophaena: pr. πυρρος purrhos ‘koloru płomienia, czerwony’, od πυρ pur, πυρος puros ‘ogień’; φαινω phainō ‘świecić, być widocznym’[9].
- Eranna: gr. εραννος erannos ‘miły, przyjemny’, od εραμαι eramai ‘kochać’[10]. Gatunek typowy (późniejsze oznaczenie): Ornismya rutila De Lattre, 1843[11].
- Myletes: gr. μυια muia, μυιας muias ‘mucha’; λῃστης lēistēs ‘złodziej’, od λῃστευω lēisteuō ‘kraść’[12]. Gatunek typowy (późniejsze oznaczenie): Trochilus yucatanensis S. Cabot, 1845[11].
- Amazilina: zbitka wyrazowa nazw rodzajów: Amazilia Lesson, 1843 i Pyrrhophaena Cabanis & Heine, 1860[13]. Gatunek typowy (wirtualne oznaczenie monotypowe): Trochilus tzacatl De la Llave, 1833.

### Podział systematyczny
Do rodzaju należą następujące gatunki:
- Amazilia rutila (De Lattre, 1843) – szmaragdzik cynamonowy
- Amazilia yucatanensis (S. Cabot, 1845) – szmaragdzik jukatański
- Amazilia tzacatl (De la Llave, 1833) – szmaragdzik brązowosterny
- Amazilia luciae (Lawrence, 1868) – szmaragdzik honduraski